# Сопиков, Василий Степанович
Василий Степанович Сопиков (1765, Суздаль — 21 июня [3 июля] 1818, Санкт-Петербург) — библиограф, издатель, составитель росписи русских книг, до сих пор не утратившей своего значения.

## Биография
Родился он в 1765 году в Суздале, в небогатой купеческой семье, очевидно, не имевшей средств для образования сына. Он уезжает в Москву, где его родственник служил у известного издателя и просветителя Н.И. Новикова. Получил место приказчика, или как тогда говорили, «сидельца», в книжной лавке Т.А. Полежаева, затем — у Н. Кольчугина в Петербурге.
В 1778 году В.С. Сопиков переехал в Санкт-Петербург. Здесь он открыл собственную лавку, а при ней — публичную «библиотеку для чтения», составив и издав её каталог. Он был хорошо известен знатокам и любителям старинной книги, о нём говорили как о «живом каталоге». Книга становится его судьбой. Не получив систематического образования, он был высокообразованным человеком, чьё мировоззрение складывалось под влиянием идей Н. Новикова, Д. Фонвизина, А. Радищева.
Самостоятельно изучив французский язык, он переводил, в основном, — французских просветителей, — Вольтера, Руссо, Монтескьё.
В 1803 году он продал свою книжную лавку в Гостином дворе братьям Свешниковым, но не потому, что разорился, а потому, что много времени отнимала у него издательская деятельность. Но и её он через некоторое время оставил ради занятия библиографией, которая становится делом его жизни.
В 1805 году он приступил к совершенно необычному по тому времени делу — созданию библиографического свода (т.е. указателя, списка) всех книг, выпущенных на церковно-славянском и русском языках в России и за рубежом. Мысль о необходимости составления такого обширного репертуара книги, очевидно, подсказала ему практика работы книготорговца. Некоторый опыт у него был — в своё время он составил и издал несколько «росписей» книг своей книжной лавки. А с другой стороны, определённую роль сыграло близкое знакомство В. С. Сопикова с выдающимися писателями и учёными твоего времени, особенно с митрополитом Евгением (Болховитиновым), образованнейшим человеком, автором многих трудов по русской истории, археологии, истории Церкви. Именно он, считавший необходимым «исчислить» и описать все русские книги, вдохновил В.С. Сопикова на этот труд, всю грандиозность которого могут, наверное, оценить лишь библиографы и историки.
В то время библиотека только организовывалась. Требовались люди, хорошо знающие русскую книгу. И А.Н. Оленин, назначенный в 1811 году директором библиотеки, такого человека нашёл. В письме в министерство народного просвещения он писал, что В.С. Сопикова «собственная охота и знания по сей части привлекают к усердному отправлению трудной библиотекарской должности»2. В 1811 году В.С. Сопиков был приглашён на службу в библиотеку в качестве помощника библиотекаря. Ему было поручено совместно с известным писателем-баснописцем И.А. Крыловым, работавшим библиотекарем, привести в порядок фонд русской и славянской книги и составить первый каталог библиотеки. Но основной его работой здесь стало завершение и подготовка к печати «Опыта». По ходатайству А.Н. Оленина министерство народного просвещения выделило деньги на его издание, которые после продажи книги нужно было вернуть, а Публичная библиотека стала её издателем.
Следует сказать, что В.С. Сопиков пользовался в библиотеке огромным авторитетом. В 1812 году ему было поручено выполнить ответственное поручение — организовать эвакуацию ценных книг и рукописей в Олонецкую губернию в связи с приближением к Петербургу наполеоновских войск. Около трёх тысяч пудов книг, находящихся в 189 ящиках, были в сопровождении В.С. Сопикова довезены до деревни Устланки, а затем благополучно возвращены в библиотеку.
В последние годы жизни В.С. Сопиков тяжело болел и вынужден был уйти со службы в Публичной библиотеке. За двадцать дней до смерти он составил «духовную», то есть завещание, где просил имеющиеся у него деньги (в том числе — вырученные от продажи «Опыта») передать «бедным девицам, выходящим из воспитательного дома». Особо он выделил сумму на воспитание «бедного мальчика из мещанского звания» и обучение его в Петербургском коммерческом училище с одним лишь условием — прибавить к его фамилии фамилию Сопиков. Но было ли выполнено его завещание — неизвестно.
В.С. Сопиков умер 21 июня 1818 года в Санкт-Петербурге. Своей семьи он не имел, все свои силы и время отдавая любимой работе. К сожалению, до сих пор неизвестно, существует ли портрет В.С. Сопикова, но имеется его словесный портрет: «Ростом двух аршин, шесть вершков, волосом светлорус, лицом бел, рябоват, глаза серые».
Архив В.С. Сопикова погиб, по всей вероятности, вместе с бумагами В. Анастасевича, которые после его смерти были проданы малярам на бумагу под обои.

## Вклад в библиографию
«Опыт российской библиографии…», несмотря на ошибки и пропуски, стал необходимым пособием для занимающихся библиографией и для всех нуждающихся в справках о старых книгах.
В 1-й части помещено предисловие (приписывается К. Калайдовичу), где изложены важнейшие сведения по «теории» библиографии и её литературе и говорится о плане «Опыта» и его источниках; затем следует: роспись древним славян. типографиям с показанием, в каких местах они находились и с которого времени каждая из них по напечатанным книгам стала известной; заметки о гражданских типографиях и проч. За сим начинается уже самый список книг в алфавитном порядке, и в 1-м томе (отчасти и в 5) помещены книги церковной печати, а в остальных — гражданской. Конец V т. (с № 13150) довершен В. Анастасевичем, который был и издателем этой последней части. 
Всех книг исчислено у Сопикова 13249; поименованы они в азбучном порядке заглавий, но этот порядок не строго соблюден. Списком Сопикова можно руководствоваться только с большой осторожностью. Что касается 1-й части, то есть списка книг церковной печати, то он теперь, после трудов Строева, Кеппена, Калайдовича, Максимовича и других, потерял своё значение для библиографов. Список же книг гражданской печати, помимо неполноты, представляет ещё то неудобство, что заглавия книг не выписаны целиком, а часто означены и неточно, и с опечатками. Объясняется это тем, что Сопиков не имел всех книг под руками, а роспись свою составлял большей частью по готовым описям, рукописным и печатным каталогам. Это же обстоятельство послужило причиной того, что при указании форматов, годов печатания вкралось множество ошибок, а число страниц, гравюр, планов или карт, приложенных ко многим изданиям, совершенно не показано.
При ненадежности большинства частных сведений, сообщаемых Сопиковым, главному, то есть тому, что та или другая книга, у него отмеченная, действительно существовала, можно доверять вполне. Многие из приведенных Сопиковым книг столь редки, что иные библиографы считали их даже вовсе не существующими, но новейшие открытия подтвердили верность его показаний (например, № 13097 — «Приветъ киръ Михаилу митрополиту киевскому и галицкому», Львов, 1591; 4°, отыскавшийся в 1861 г.). Не говоря уже о 1-й и 5-й частях, в которых указаны редчайшие произведения старопечатной литературы, в остальных частях находится роспись редких книг гражданской печати; между ними особенного внимания заслуживают книги масонские, выходившие в конце XVIII столетия из тайных типографий в небольшом количестве экземпляров для употребления в ложах ордена, в продажу не поступавшие, а впоследствии конфискованные и уничтоженные.
Ненужные выписки из книг, которыми Сопиков хотел украсить свой труд, находятся только в первых двух томах. К своему колоссальному труду, выполненному им без нужных материалов и, по-видимому, без всякого поощрения, Сопиков предполагал приложить роспись географическим картам и всякого рода указатели, но успел составить указатель имен авторов к одному лишь 1-му тому, а между тем подобного рода указатель, необходимый во всяком библиографическом труде, вдвойне необходим для «Опыта...» Сопикова ввиду принятой им системы — располагать книги в азбучном порядке заглавий, и при его отсутствии труд Сопикова значительно теряет в своей ценности.
В 1815 году в польском журнале: «Pamiętnik Warszawski» появился критический разбор первых 3-х частей «Опыта...» Сопикова, написанный Линде (извлечение из неё поместил К. Ф. Калайдович в «Вестнике Европы» 1816 г., ч. 90). Польский ученый, признавая исключительное значение труда В. С. Сопикова, отметил ряд недочётов, в том числе и достаточно субъективных. По поводу выхода в свет V тома были помещены поправки и заметка в «Библиографических листах» Кеппена 1825 г., № 3. В новейшее время В. И. Саитов напечатал «Заметки и разъяснения к Опыту росс. Б. В. Сопикова» (в «Журн. Мин. нар. просв.», 1876 г., и отдельно СПб., 1878). В том же 1876 году вышел «Алфавитный указатель имен» к «Опыту…», составленный П. О. Морозовым, а в 1900-м — «Указатель к книгам гражданской печати», составленный В. Н. Рогожиным.
Второе издание «Опыта», подготовленное В. Н. Рогожиным, вышло в 1904—1906 годах.
Кроме «Опыта...», Сопиков издал сочинение Монтескьё «О существе законов», в переводе Д. И. Языкова, и перевод с французского языка «Пифагоровых законов и нравственных правил».